# Kodyma
Kodyma (in ucraino Кодима?)  è una città  dell'Ucraina (8 404 abitanti) situata nel distretto di Podil's'k, nell'oblast' di Odessa. Ospita l'amministrazione della comunità territoriale di Kodyma, una delle comunità territoriali dell'Ucraina.
Fino al 18 luglio 2020 Kodyma è stata il centro amministrativo del distretto di Kodyma, abolito come parte della riforma amministrativa dell'Ucraina, che ha ridotto a sette il numero dei distretti dell'oblast' di Odessa. L'area del distretto di Kodyma è stata fusa nel distretto di Podil's'k.